# Joseph Hooton Taylor Jr.

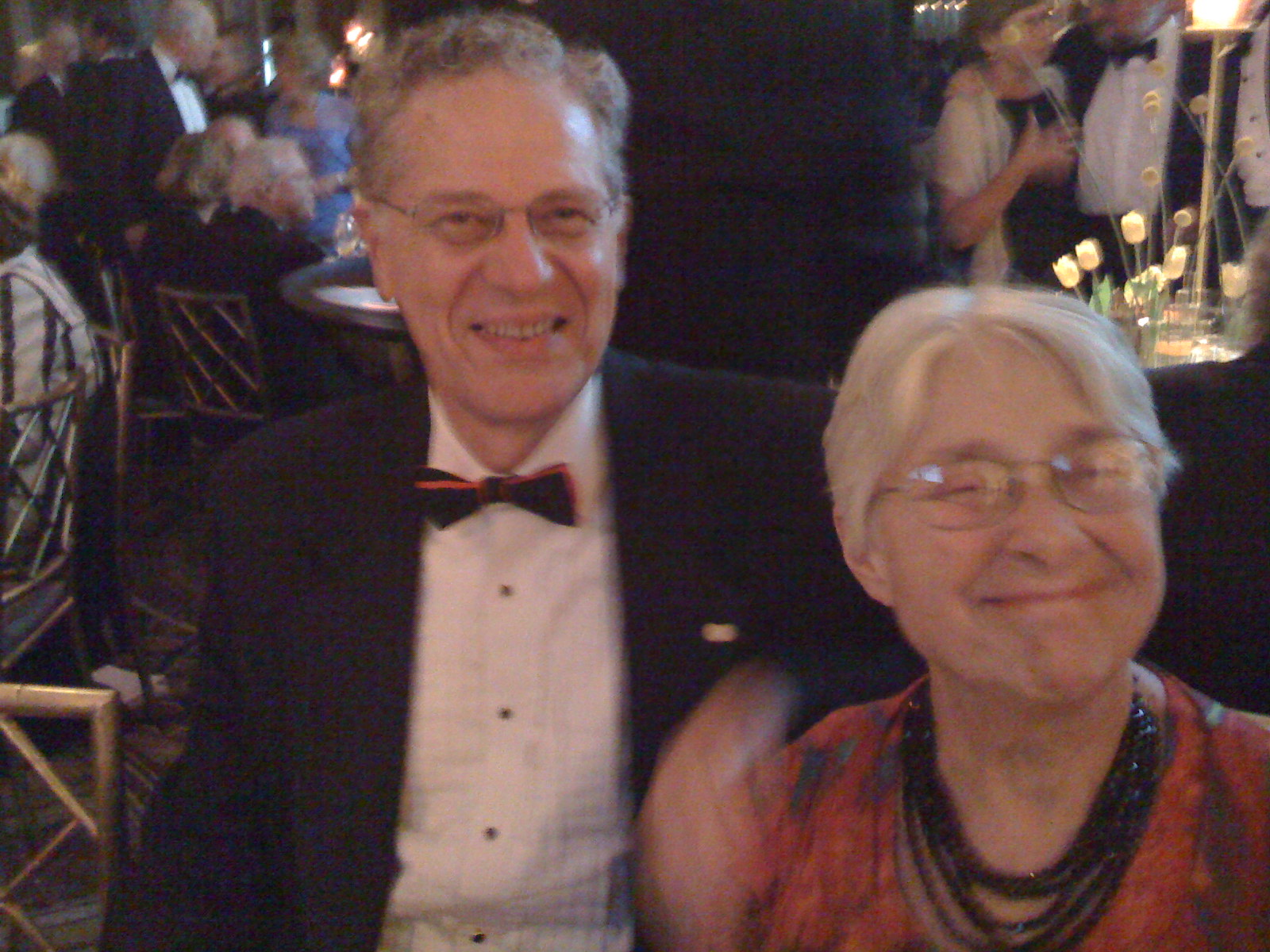
Joseph Hooton Taylor Jr. y su esposa Marietta.

Joseph Hooton Taylor, Jr. (29 de marzo de 1941) es un astrofísico estadounidense, ganador del Premio Nobel de Física junto con su estudiante Russell Alan Hulse en 1993, por el descubrimiento de un nuevo tipo de púlsar que abre nuevas posibilidades para el estudio de la gravitación.

## Biografía
Taylor nació en Filadelfia de Joseph Hooton Taylor Sr. y Sylvia Evans Taylor, quienes tenían raíces cuáqueras durante muchas generaciones, y crecieron en Cinnaminson Township, Nueva Jersey. Asistió a la Escuela de Amigos Moorestown en Moorestown Township, Nueva Jersey , donde se destacó en matemáticas. Recibió un BA en física en Haverford College en 1963, y un Ph.D. en astronomía en la Universidad de Harvard en 1968. Después de un breve puesto de investigación en Harvard, Taylor fue a la Universidad de Massachusetts Amherst, llegando a ser Profesor de Astronomía y Director Asociado del Five College Radio Astronomy Observatory . El trabajo de tesis de Taylor fue sobre mediciones de ocultación lunar. Cuando completó su doctorado, Jocelyn Bell (que también es cuáquera) descubrió los primeros púlsares de radio con un telescopio cerca de Cambridge, Inglaterra.

## Carrera científica
Taylor fue inmediatamente a los rediotelescopios del National Radio Astronomy Observatory en Green Bank, West Virginia, y participó en el descubrimiento de los primeros púlsares descubiertos fuera de Cambridge. Desde entonces, ha trabajado en todos los aspectos de astrofísica de pulsar. En 1974, Hulse y Taylor descubrieron el primer púlsar en un sistema binario, llamado PSR B1913+16 después de su posición en el cielo, durante una búsqueda de púlsares en el Observatorio de Arecibo en Puerto Rico. Aunque no se entendió en su momento, este fue también el primero de lo que ahora se llama púlsares reciclados : estrellas de neutrones que se han centrifugado a velocidades de rotación rápidas mediante la transferencia de masa sobre sus superficies desde una estrella compañera.
La órbita de este sistema binario se reduce lentamente a medida que pierde energía debido a la emisión de radiación gravitacional, lo que hace que su período orbital se acelere ligeramente. La tasa de contracción puede predecirse con precisión a partir de la Teoría de la Relatividad General de Einstein, y durante un período de treinta años, Taylor y sus colegas han realizado mediciones que coinciden con esta predicción con una exactitud mucho mejor que el uno por ciento. Esta fue la primera confirmación de la existencia de radiación gravitacional. Ahora se conocen decenas de púlsares binarios, y las mediciones independientes han confirmado los resultados de Taylor.
Taylor ha utilizado este primer púlsar binario para realizar pruebas de alta precisión de relatividad general. Trabajando con su colega Joel Weisberg, Taylor ha utilizado las observaciones de este pulsar para demostrar la existencia de radiación gravitacional en la cantidad y con las propiedades predichas por primera vez por Albert Einstein. Junto a Hulse compartieron el Premio Nobel por este descubrimiento. En 1980, se trasladó a la Universidad de Princeton, donde fue profesor de Física de la Universidad Distinguida James S. McDonnell, habiendo servido durante seis años como Decano de la Facultad. Se retiró en 2006.

## Radioaficionados
Joe Taylor obtuvo por primera vez su licencia de radioaficionado cuando era adolescente, lo que lo llevó al campo de la radioastronomía. Taylor es bien conocido en el campo de la comunicación de señal débil de radioaficionados y se le ha asignado el indicativo K1JT por la FCC. Anteriormente había ostentado los indicativos K2ITP, WA1LXQ, W1HFV y VK2BJX (este último en Australia). 
Sus logros como radioaficionado han incluido el montaje de una "expedición" en abril de 2010 para utilizar el Radiotelescopio de Arecibo para realizar rebote lunar (comunicación tierra-luna-tierra)  con aficionados de todo el mundo utilizando voz, código Morse y comunicaciones digitales. 
Ha participado activamente en el desarrollo de varios programas informáticos y protocolos de comunicaciones, incluyendo WSPR y WSJT ("Weak Signal/Joe Taylor"), un paquete de software y un conjunto de protocolos que utiliza mensajes generados por ordenador junto con transceptores de radio para comunicarse a largas distancias con otros operadores de radioaficionados.
WSJT es útil para pasar mensajes cortos a través de métodos de comunicación de radio no tradicionales, como el rebote lunar y la dispersión de meteoros y otras rutas de baja relación señal-ruido. También es útil para contactos de larga distancia que utilizan transmisiones de muy baja potencia.
Taylor también es el cocreador del modo FT8.

## Premios y honores
- Premio Heineman de la Sociedad Astronómica Americana (1980) (inaugural)
- Miembro de la Academia Estadounidense de las Artes y las Ciencias (1982)[2]
- Medalla Henry Draper de la Academia Nacional de Ciencias (1985)[3]
- Premio de la Fundación Tomalla (1987)
- Premio Magellanic (1990)
- Medalla Albert Einstein (1991)
- Premio John J. Carty para el Avance de la Ciencia de la Academia Nacional de Ciencias (1991) (física)[4]
- Premio Wolf en Física (1992)
- Premio Nobel de Física (1993)[5]
- Medalla Karl Schwarzschild (1997)